# Intelsat 902
Intelsat 902 (ang. International Telecommunications Satellite) – satelita telekomunikacyjny należący do operatora Intelsat, międzynarodowego giganta w tej dziedzinie, który od 1965 roku wyniósł na orbitę przeszło 80 satelitów.
Intelsat 902 został wyniesiony na orbitę 30 sierpnia 2001.
Znajduje się na orbicie geostacjonarnej (nad równikiem), na 62. stopniu długości geograficznej wschodniej.
Nadaje sygnał stacji telewizyjnych, radiowych, przekazy telewizyjne oraz dane (dostęp do Internetu) do odbiorców w Europie, Azji oraz w Afryce.